# Mark Armstrong (Astronom)
Mark Armstrong (* 1958) ist ein britischer Amateurastronom und Asteroidenentdecker.
Er benutzt die Sternwarte in Rolvenden, Kent (IAU-Code 960) und entdeckte dort zahlreiche Supernovae sowie insgesamt zwei Asteroiden, den Asteroiden (44016) Jimmypage zusammen mit seiner Ehefrau Claire Armstrong.